# シバヤク温泉
シバヤク温泉（シバヤクおんせん）はインドネシア共和国北スマトラ州にある温泉。
スマトラ島北東部の大都市メダンから80kmほど南にある高原の町ブラスタギの郊外にある。地元では温泉の名称は特になく、『アイルパナス』（air panas 温泉の意）と呼ばれている。

## 泉質
- 硫黄泉で温度は50度強である。白濁して強いにおいがする。

## 温泉地
ブラスタギの中心街から車または乗合バスで15分ほどの距離にある。シバヤク山 Gunung Sibayak （2,094m）の中腹にあり、高温から低温まで数ある露天湯からは頂上付近の噴気がみえる。近隣に地熱発電所がある。またこの温泉はブラスタギ同様シバヤク山の登山口である。メダンや近郊からの家族連れや団体客で賑わう。